# Josemar Machaísse
Josimar Tiago Machaisse - também escrito como Josemar Tiago Machaísse (Maputo, 7 de agosto de 1987) é um ex-futebolista moçambicano, que atuou como meio-campista ou médio atacante..

## Carreira

### Clubes
Josimar formou-se nas escolas do Desportivo Maputo, pelo qual venceu um Moçambola, uma Taça de Moçambique e uma Supertaça, representou o Costa do Sol de 2006 a 2013 (onde ganhou uma Taça), mudando-se para a então Liga Muçulmana de Maputo onde ganhou très Moçambolas. Neste último ano Josimar foi transferido para a equipe angolana do  Futebol Clube Bravos do Maquis da cidade de Luena, onde permaneceu apenas duas épocas, tendo regressado em 2016 a Moçambique para representar o Costa do Sol.Em 2017 voltou para o Bravo do Maquis apenas por um ano, tendo voltado para o seu país em 2018, integrando o Clube Ferroviário de Nampula, onde permaneceu dois anos e acabou a sua carreira futebolística.

### Seleção
Josimar jogou um total de 50 partidas pelos Mambas, a seleção nacional moçambicana, de 2008 a 2015, tendo marcado seis golos.